# Радованье (Владимирская область)
Радованье — село в Юрьев-Польском районе Владимирской области (Россия). Входит в Симское сельское поселение.

## География
Село расположено на берегах Радованского ручья (правый приток реки Нерль в 32 км на север от Юрьев-Польского. Находится близ населённых пунктов местечко Лучки и село Дубрава. Недалеко от села протекает река Нерль

## История
Согласно постановлению Главы администрации Юрьев-Польского района № 277 от 15.11.1993 на территории села Радованье располагалось древнерусское селище «Радованье-I» XI—XIII в.в. Село Радованье было типичным славянским поселением раннего и развитого средневековья 10-13 вв., располагалось по обоим берегам Радованского ручья , правого притока р. Нерль. Находки подтверждающие расположение селища — керамика гончарная древнерусская 12-13 вв.
Недалеко от села, правый берег р. Нерль, был расположен курганный могильник 10-13 вв. Исследован П. С. Савельевым 1853 г 14 курганов, содержавших остатки трупоположений 10-11 вв. Могильник распахан.

Первые исторические упоминания о селе относятся к началу 18-го века, в это время, а именно 1718 году, здесь была построена новая деревянная церковь с колокольней и освящена в честь Святителя и Чудотворца Николая, об этом свидетельствовала надпись сохранившаяся на кресте в то время:

"Іис. Хре. Освятися сей жертвенникъ Гда Бога и Спаса нашего Іисуса Христа въ честь Святителя и Чудотворца Николая при Благочестивѣйшемъ Государѣ, Царѣ и Великомъ Князѣ всея Великія и Малыя и Бѣлыя Русіи Самодержцѣ Петрѣ Алексіевичѣ между патріаршествомъ, съ благословенія Преосвященнаго Игнатія Епископа Суздальскаго и Юрьевскаго въ лѣто 7226 отъ Рождества же Бога Слова 1718-е, Индика 11 мѣсяца іюня 22 дня на память Священномученика Евсевія Епископа Самосатскаго"
В 1857 году на территории с. Радованье располагалось 25 дворов.

В 1859 году на территории с. Радованье располагалось 26 дворов.

В 1891 году церковь и колокольня поставлены на каменный фундамент, наружные стены обшиты тёсом и покрашены кровля и купола покрыты железом, вокруг возведена деревянная ограда. Внутри церкви были позолочены двери и ризы на иконах нижнего яруса иконостаса. В церкви был один престол в честь Святителя и Чудотворца Николая, холодный.

В 1896 году в селе 30 дворов.

Согласно выписке по Юрьевскому уезду из «Приложения к трудам редакционных комиссий, для составления положения о крестьянах, выходящих из крепостной зависимости. Сведения о помещичьих имениях. Том 1.» 1860 г. земли при селе Радованье были во владении князя Александра Борисовича Голицына - крупнейшего Юрьевского помещика.

К 1905 году количество дворов 32, в том числе две конторы купца Баранова (2 двора, 8 человек) и Родионова (2 двора, 10 человек).

В 1920 году с. Радованье было подключено к сетям Лучковской гидростанции.

## Население
Согласно статистическому списку от 1857 года в селе Радованье проживало 117 человек среди которых 46 - мужского пола и 71 - женского пола.
| 1859 | 1905 | 2002 | 2010 | 2021 |
| ---- | ---- | ---- | ---- | ---- |
| 109  | ↗152 | ↘5   | →5   | ↘0   |

## Транспорт
От местечка Лучки до села Радованье проходит грунтовая дорога общего пользования местного значения 17-256 ОП МР 380 (Лучки – Радованье).